# Никулин, Андрей Осипович
Андре́й О́сипович Нику́лин (18 [30] августа 1878 или 14 августа 1878, Камышное, Тобольская губерния — 13 сентября 1945, Москва) — русский и советский художник. Заслуженный деятель искусств РСФСР (1944).

## Биография
Андрей Никулин родился в семье крестьян-переселенцев из Владимирской губернии 18 (30) августа 1878 года в деревне Камыши Давыдовской волости Курганского уезда Тобольской губернии (по данным свидетельства о рождении, копия которого хранится в Российском государственном историческом архиве в Санкт-Петербурге). Сам художник ставил другую дату — 14 августа 1878 года. Давыдовская волость была образована в 1904 году в составе 3-х населённых пунктов, выделенных из Чернавской волости Курганского уезда, но с таким названием среди них не было. Населённых пунктов с названием Камышная/Камышевское в уезде было несколько (в Арлагульской, Камышевской, Падеринской и Утятской волостях). Наиболее вероятно, что это деревня Камышная Утятской волости Курганского округа Тобольской губернии Западно-Сибирского генерал-губернаторства, ныне и село Камышное и вся территория бывшей Давыдовской волости входят в Притобольный муниципальный округ Курганской области
В 1889 году был в работниках у сельского старосты и при любой возможности копировал лубочные картинки, которые только мог видеть в деревне.
В 1890 году жил в городе Кургане, где его отец служил приказчиком у одного из купцов. Был учеником в иконописной мастерской, тёр краски, мыл кисти. Втайне пытался рисовать сам «на заднем дворе» мыльными красками.
В 1891 году, в поисках лучшей жизни семья переехала в город Барнаул Томской губернии, где открылись его способности к рисованию, когда его наброски увидела местная интеллигенция.
В 1891 году поступил в Барнаульское горное училище, которое окончил в 1897 году. На старших курсах художника как одного из лучших учеников привлекали к созданию декораций для театральных постановок. С тех времен сохранился небольшой этюд 1897 года «Избушка в лесу».
В 1898 году поступил в Центральное училище технического рисования, которое окончил в 1903 году. В училище был одним из первых учеников по успеваемости, ежегодно участвовал в конкурсных выставках училища, получал премии. Его работы, выполненные в различных техниках, приобретались училищем. По окончании училища получил Свидетельство о присвоении звания ученого рисовальщика и право на пенсионерскую поездку по Европе для знакомства с шедеврами мировой художественной культуры сроком на один год за счет училища.
В марте 1903 года уехал в Европу, в Австро-Венгрии посетил Лемберг (ныне Львов) и Вену. Во Французской Республике — Париж. В мае 1904 был в Королевстве Италия, он останавливался в Венеции, посетил такие города, как Верона, Милан, Равенна, Рим, Палермо, Флоренция и Неаполь. В августе — сентябре 1904 года жил в Швейцарии, посещал Люксембург. Получив разрешение продолжить учёбу за границей, с осени 1904 года по весну 1905 года учился в Академии Жюлиана в Париже. Летом 1905 года вновь уехал в Италию.
Летом 1906 года возвратился в Россию, приехал в Барнаул.
С сентября 1906 года по 1917 год в Боголюбовском рисовальном училище в городе Саратове преподавал рисунок, декоративную живопись и композицию. В 1910-е годы сотрудничал с альманахом «Многоугольник», издававшемся в Саратовеоформляя издание, помещая свои графические работы. Для сборника «Война и жизнь», выпущенного «Многоугольником» в 1914 году, он написал статью «Война и пластические искусства», в 1915 и 1916 опубликовал на страницах альманаха повесть «Кужего-Таш. Из дорожных впечатлений художника» и отрывки из повести «На новые места».
Летом 1908 года в Барнауле состоялась первая персональная выставка художника. Затем она была показана в Томске. В декабре 1909 года в залах Радищевского музея в городе Саратове открылась персональная выставка Андрея Никулина. Кроме выставок в Саратове и Барнауле, Никулин постоянно участвовал в выставках при Императорской Академии художеств в Санкт—Петербурге, в Москве на выставках в обществе «Свободное творчество», «Обществе художников имени А. И. Куинджи», «Московском обществе любителей художеств». В числе представителей русской школы живописи участвовал в Мюнхенской международной выставке.
С 1918 по 1923 год жил в Барнауле. Преподавал в Алтайских губернских художественных мастерских. В журнале «Сибирский рассвет», № 10, 1919 год, напечатана его повесть «Кужего-Таш», в которой художник делится дорожными впечатлениями по Горному Алтаю.
С 1923 году жил в Новониколаевске (ныне Новосибирск), куда был приглашён для оформления сельскохозяйственной выставки.
В 1924 году переехал в Москву, где начинает работать на фабрике «Совкино» (впоследствии «Мосфильм»). В 1920-е годы он ещё несколько раз приезжал на Алтай, но затем работа и болезни лишают его этой возможности.
В 1930-е годы художник устраивал в Москве две персональные выставки. Одну в здании 1-го Художественного кинотеатра на Арбате, другую — в парке культуры и отдыха им. Горького. В 1930-х годах Никулин пробовал себя как художник в мультипликации. Также Андрею Осиповичу принадлежат работы по реставрации и соавторство в архитектурных проектах.
Многие его произведения хранятся в Государственном художественном музее Алтайского края и архивах ГХМАК. Андрей Осипович получил множество патентов в области кинематографического искусства и мультипликации.
Никулин рассказывал ученикам, что отдал большую часть эскизов, созданных для фильма «Новая Москва» (1938), московским архитекторам для воплощения в жизнь.
Ввёл приёмы панорамной живописи в оформлении фонов, которые существенно отличались от театральной декорации, придумал метод художественной дорисовки кадра, внёс большой вклад в создание первого в мире полнометражного кукольного фильма, первых цветных мультфильмов, первого вестерна и первого цветного фильма-сказки.
В годы Великой Отечественной войны вместе с киностудией находился в эвакуации в Алма-Ате.

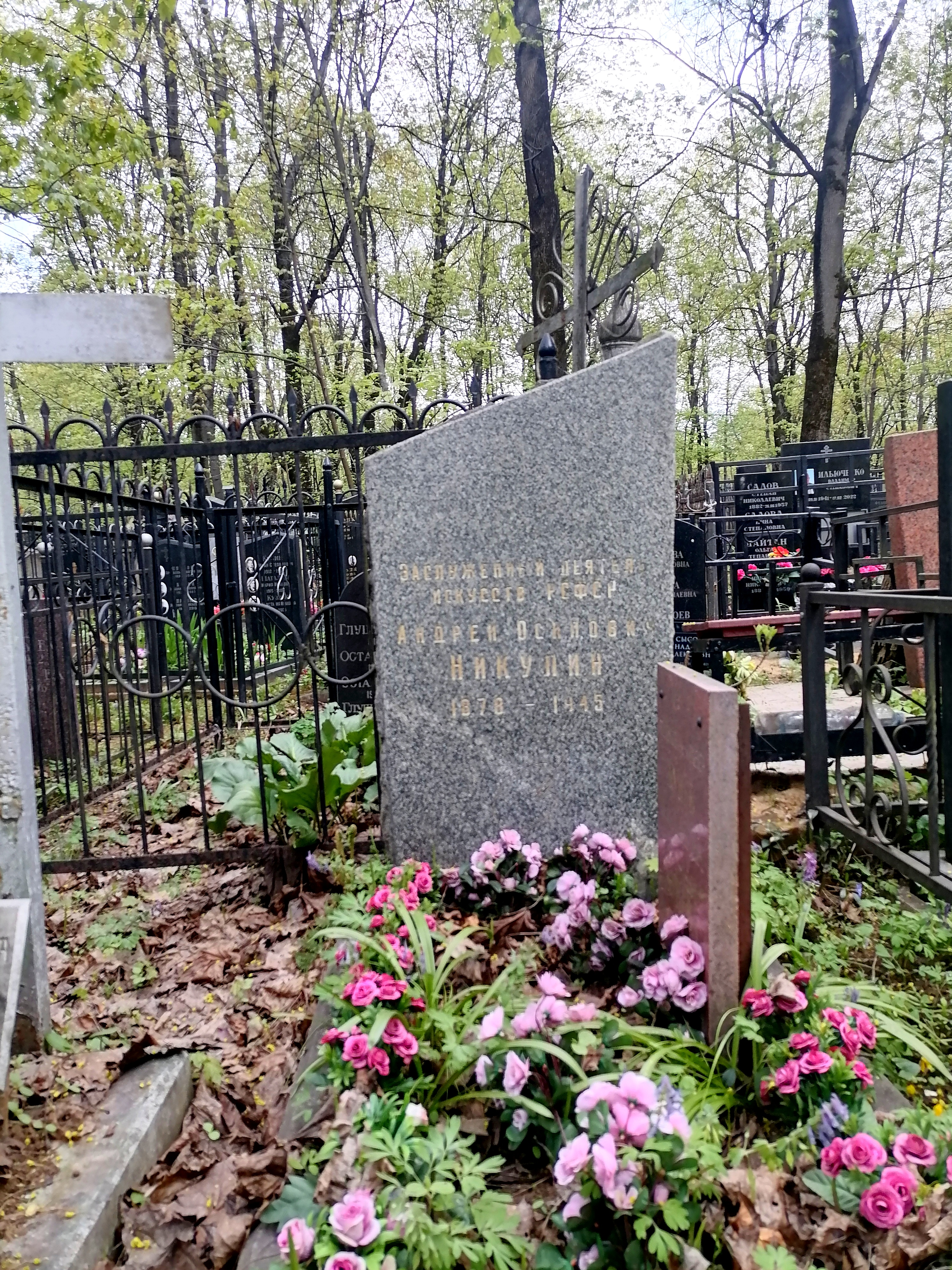
Могила на Ваганьковском кладбище

Андрей Осипович Никулин умер 13 сентября 1945 года городе Москве. Похоронен на Ваганьковском кладбище города Москвы, 43 участок.

## Награды и звания, премии
- Заслуженный деятель искусств РСФСР, 1944 год, за заслуги в области киноискусства.
- Вторая премия имени В. И. Боткина, 1912 год, на выставке Общества любителей художеств в номинации «пейзаж» за картину «Зимний пейзаж».
- Третья премия конкурса на проект памятника А. И. Куинджи, объявленного Обществом художников имени А. И. Куинджи, 1913 год.

## Основные работы
Государственный художественный музей Алтайского края располагает уникальной коллекцией произведений А. О. Никулина. 148 работ художника из 177 известных принадлежат музею.
- «Весенний серый день»,
- «Весна на Волге»,
- «Разлив Волги»,
- «Саратов. Берег Волги»,
- «Долина реки Каргон» (1909—1914),
- «Катунь с горы Ит-Кая»,
- «Речка Бай-Джера» (обе 1909—1910 гг.),
- «Пороги на реке Кумир» (1909—1914)

### Фильмография
| Год  |     | Название                | Примечание                                              |
| ---- | --- | ----------------------- | ------------------------------------------------------- |
| 1924 | ф   | Тёплая компания         | Художник-постановщик                                    |
| 1932 | ф   | Аноха                   | Художник-постановщик                                    |
| 1932 | ф   | Изящная жизнь           | Художник-постановщик                                    |
| 1933 | ф   | Город под ударом        | Художник-постановщик                                    |
| 1936 | ф   | Тринадцать              | Художник-постановщик                                    |
| 1933 | док | Гром и молния           | Художник-постановщик                                    |
| 1934 | ф   | Петербургская ночь      | эпизодическая роль пожилого человека в театральной ложе |
| 1935 | мф  | Новый Гулливер          | Художник декараций                                      |
| 1936 | мф  | Лиса и Волк             | Художник декараций                                      |
| 1937 | мф  | Завещание               | Художник декараций                                      |
| 1937 | мф  | Сказка о рыбаке и рыбке | Художник                                                |
| 1938 | ф   | Руслан и Людмила        | Художник-постановщик                                    |
| 1938 | ф   | Новая Москва            | Художник-постановщик                                    |
| 1941 | ф   | Конёк-Горбунок          | Художник-постановщик                                    |
| 1944 | мф  | Синдбад-мореход         | Художник декараций                                      |

## Семья
- Брат Павел Осипович Никулин.
- У Андрея Никулина не было своих детей, он воспитывал племянников[7].